# Mel Riebe
Melvin Russell "Mel" Riebe (nacido el 12 de julio de 1916 en Cleveland, Ohio y fallecido el 25 de julio de 1977 en Youngstown, Ohio) fue un jugador de baloncesto estadounidense que disputó tres temporadas en la NBA y otras tres en la NBL. Con 1,80 metros de estatura, jugaba en la posición de base.

## Trayectoria deportiva

### Universidad
Su trayectoria universitaria transcurrió en la institución privada del College of Wooster, siendo el único jugador salido de sus aulas en llegar a jugar en la BAA o la NBA.

### Profesional
Jugó en diversas ligas industriales de la zona de Cleveland hasta que en 1943 ficha por los Cleveland Chase Brassmen de la NBL, donde en su primera temporada fue elegido Rookie del Año, e incluido en el mejor quinteto de la competición, tras liderar la liga en anotación, con 17,9 puntos por partido.
Al año siguiente el equipo pasó a denominarse Cleveland Allmen Transfers, y se convirtió en el primer jugador de la liga en promediar más de 20 puntos por partido, logrando 20,2. Acabó su participación en la liga al año siguiente, siendo el segundo mejor anotador de la historia de la competición, promediando en total 19,9 puntos por partido, solo por detrás de George Mikan.
En 1946 el equipo accedió a la nueva competición de la BAA, convirtiéndose en los Cleveland Rebels. riebe contaba ya con 30 años, pero a pesar de ello volvió a ser uno de los mejores jugadores de su equipo, promediando 12,1 puntos y 1,2 asistencias por partido.
Pro el equipo desapareció al término de la temporada, produciéndose un draft de dispersión, siendo elegido por los Boston Celtics. En su primer año en el equipo fue el segundo mejor anotador, con 10,2 puntos por partido, solamente superado por Ed Sadowski. Mediada la temporada siguiente fue traspasado junto con George Nostrand a los Providence Steamrollers a cambio de Chick Halbert, retirándose al término de la misma.

## Estadísticas de su carrera en la BAA

### Temporada regular
| Temporada | Edad | Equipo                  | Liga | P   | TIT | MIN | TC  | TCA  | %TC  | 3P | 3PA | %3P | TL  | TLA | %TL  | R.OF. | R.DEF. | REB | ASIS | ROB | TAP | PER | FP  | PTS  |
| 1946-47   | 30   | Cleveland Rebels        | BAA  | 55  |     |     | 5.0 | 16.3 | .307 |    |     |     | 2.0 | 3.1 | .642 |       |        |     | 1.2  |     |     |     | 3.1 | 12.1 |
| 1947-48   | 31   | Boston Celtics          | BAA  | 48  |     |     | 4.2 | 13.6 | .309 |    |     |     | 1.8 | 2.9 | .620 |       |        |     | 0.9  |     |     |     | 2.9 | 10.2 |
| 1948-49   | 32   | TOTAL                   | BAA  | 43  |     |     | 4.0 | 13.7 | .292 |    |     |     | 1.8 | 3.1 | .594 |       |        |     | 2.4  |     |     |     | 2.6 | 9.8  |
| 1948-49   | 32   | Boston Celtics          | BAA  | 33  |     |     | 4.4 | 15.2 | .291 |    |     |     | 2.1 | 3.5 | .603 |       |        |     | 2.9  |     |     |     | 2.9 | 11.0 |
| 1948-49   | 32   | Providence Steamrollers | BAA  | 10  |     |     | 2.6 | 8.8  | .295 |    |     |     | 0.9 | 1.7 | .529 |       |        |     | 0.9  |     |     |     | 1.3 | 6.1  |
| Total     |      |                         | BAA  | 146 |     |     | 4.5 | 14.7 | .304 |    |     |     | 1.9 | 3.0 | .621 |       |        |     | 1.5  |     |     |     | 2.8 | 10.8 |

### Playoffs
| Temporada | Edad | Equipo           | Liga | P | MIN | TCA | TC | 3PA | 3P | TLA | TL | R.OF. | REB | ASIS | ROB | TAP | PER | FP | PTS | %TC  | %3P | %FT  | MIN | PTS  | REB | AST |
| 1946-47   | 30   | Cleveland Rebels | BAA  | 3 |     | 9   | 37 |     |    | 3   | 6  |       |     | 2    |     |     |     | 3  | 21  | .243 |     | .500 |     | 7.0  |     | 0.7 |
| 1947-48   | 31   | Boston Celtics   | BAA  | 3 |     | 14  | 43 |     |    | 14  | 20 |       |     | 3    |     |     |     | 10 | 42  | .326 |     | .700 |     | 14.0 |     | 1.0 |
| Total     |      |                  | BAA  | 6 |     | 23  | 80 |     |    | 17  | 26 |       |     | 5    |     |     |     | 13 | 63  | .288 |     | .654 |     | 10.5 |     | 0.8 |